# Janvier 1785
Cette page présente les faits marquants du mois de janvier 1785.

## Événements

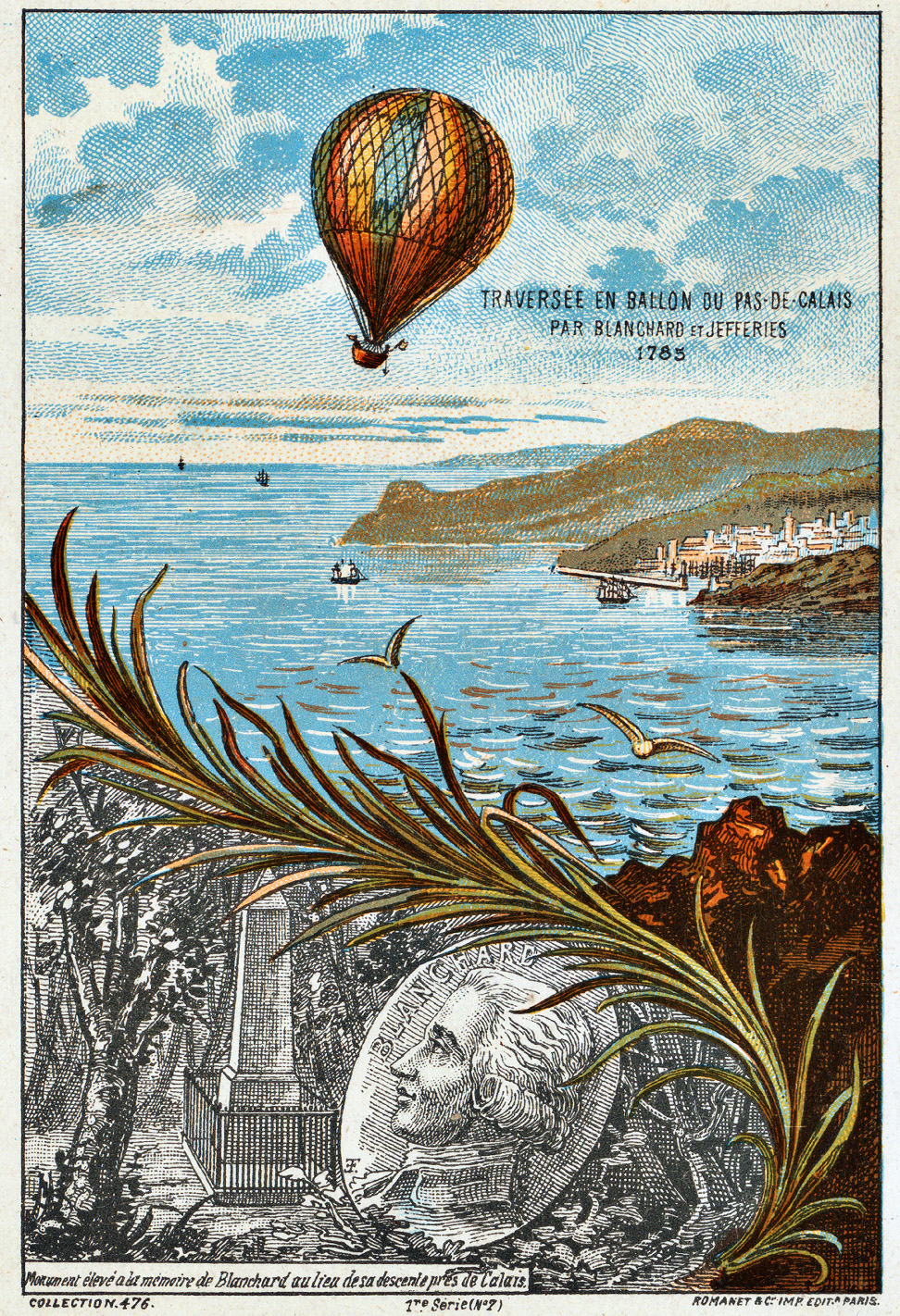
7 janvier traversée de la Manche en ballon

- 3 janvier : l'armée birmane envoyée par le roi Bodawpaya s'empare de Mrauk U, capitale de l'Arakan[1]. Celui-ci cesse d'être un royaume indépendant.

- 5 janvier : le vice-roi du Brésil supprime toutes les manufactures textiles du Minas Gerais et de Rio de Janeiro, sauf celle qui fabriquent des tissus grossiers pour le vêtement des esclaves ou les sacs[2].

- 7 janvier : le Français Jean-Pierre Blanchard et l'américain John Jeffries voyagent de Douvres, Angleterre à Guînes, France dans un ballon gonflé à l’hydrogène, devenant les premiers à traverser la Manche par air.

- 13 janvier : le journaliste britannique John Walter édite le premier numéro du London Daily Universal Register (The Times en 1788)[3].

- 19 janvier : victoire navale Tây Sơn sur le Siam à la bataille de Rạch Gầm-Xoài Mút (aujourd'hui province de Tiền Giang, au Vietnam)[4].

- 27 janvier, États-Unis : fondation de l'Université de Géorgie[5]..

## Naissances
- 4 janvier : Jacob Grimm, conteur et linguiste allemand.
- 8 janvier : François Pils, peintre français († 1867).
- 10 janvier : John Fleming (mort en 1857), homme d'église, zoologiste et géologue écossais.
- 15 janvier : William Prout (mort en 1850), chimiste et physicien britannique.
- 20 janvier : Theodor Grotthuss (mort en 1822), chimiste allemand.
- 23 janvier : Carl Adolph Agardh, botaniste, mathématicien, économiste et homme politique suédois († 1859).

## Décès
- 3 janvier : Baldassare Galuppi, musicien vénitien (1706-1785).
- 7 janvier : Khwaja Mir Dard (en), poète soufi de langue urdû, en Inde[6].
- 23 janvier : Matthew Stewart (né en 1717), mathématicien écossais.
- 30 janvier : Anton Rolandsson Martin (né en 1729), botaniste suédois.